# Eschlikon (Turgowia)
Eschlikon – miejscowość i gmina (Politische Gemeinde) w północno-wschodniej Szwajcarii, w kantonie Turgowia, w okręgu (Bezirk) Münchwilen.  

## Demografia
W Eschlikonie mieszka 4 740 osób. W 2021 roku 14,3% populacji gminy stanowiły osoby urodzone poza Szwajcarią. 

## Transport
Przez teren gminy przebiegają drogi główne nr 354 i nr 468.